# Rat des moissons
Micromys minutus
Espèce
Répartition géographique
Statut de conservation UICN

 LC  : Préoccupation mineure
Le rat des moissons, souris des moissons ou souris naine, Micromys minutus, est la seule espèce actuelle du genre Micromys. Micromammifère appartenant à la famille des Muridés, il est présent de l'est à l'ouest de l'Eurasie, notamment en Corée, au Japon et en Chine. 
Plus petit rongeur d'Europe, ne pesant que six grammes environ, il possède une longue queue légèrement préhensile. Il n’est cependant pas le plus petit mammifère d’Europe, ce record étant détenu par le pachyure étrusque qui, insectivore, n’est pas un rongeur. 
Les adultes sont plus roux en été alors que le pelage des jeunes et des adultes en hiver est plus gris.

## Nomenclature et systématique
Micromys minutus a au moins 29 dénominations scientifiques synonymes. Les francophones le nomment « rat des moissons », "« souris des moissons » ou « souris naine ».

## Description
Le rat des moissons mesure entre 55 et 75 mm sans la queue, sa queue mesure entre 55 et 75 mm. Il pèse entre 4 et 11 g, approximativement la moitié de Mus musculus.

## Biologie et habitat

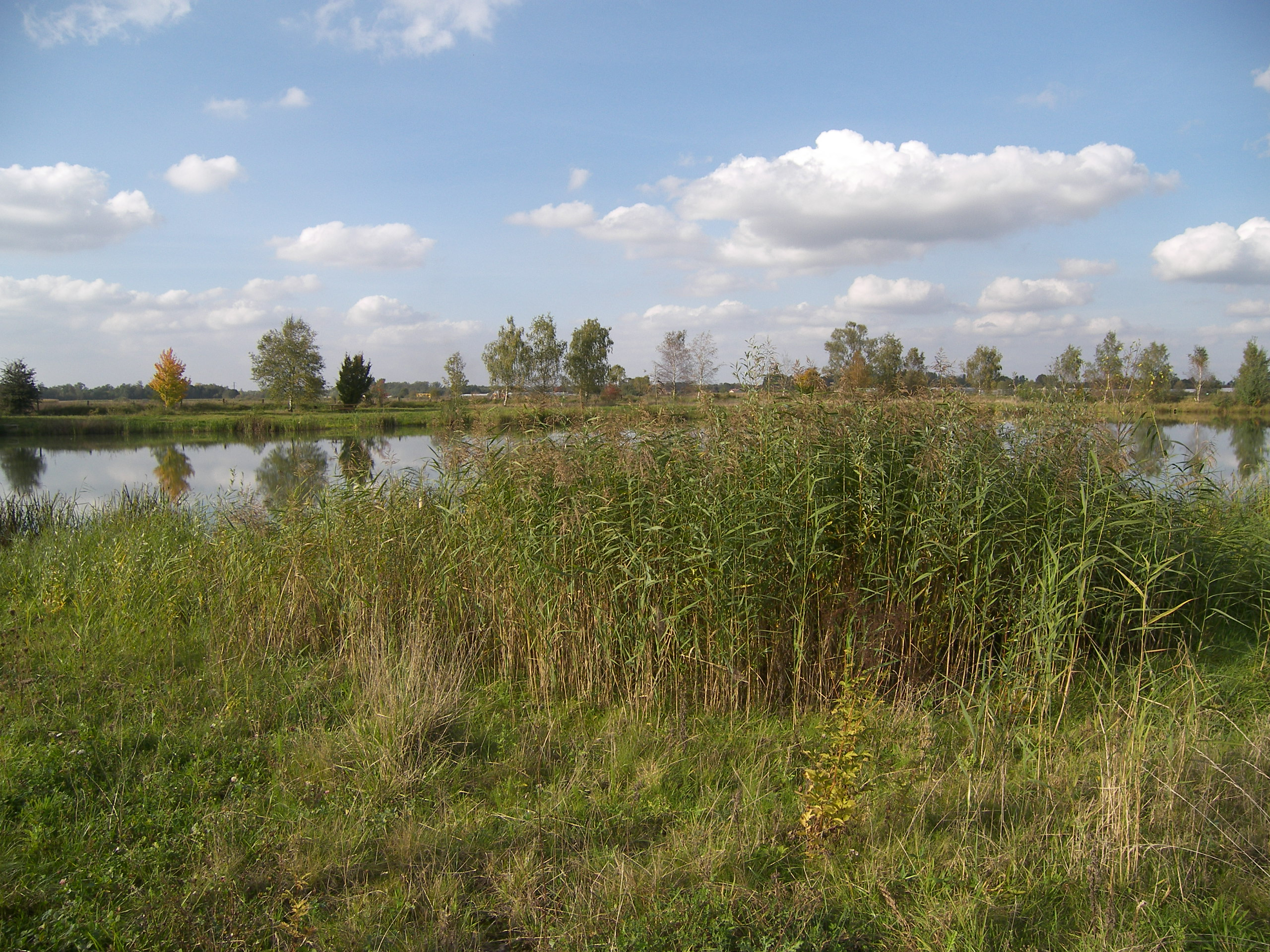
Un habitat typique du rat des moissons.

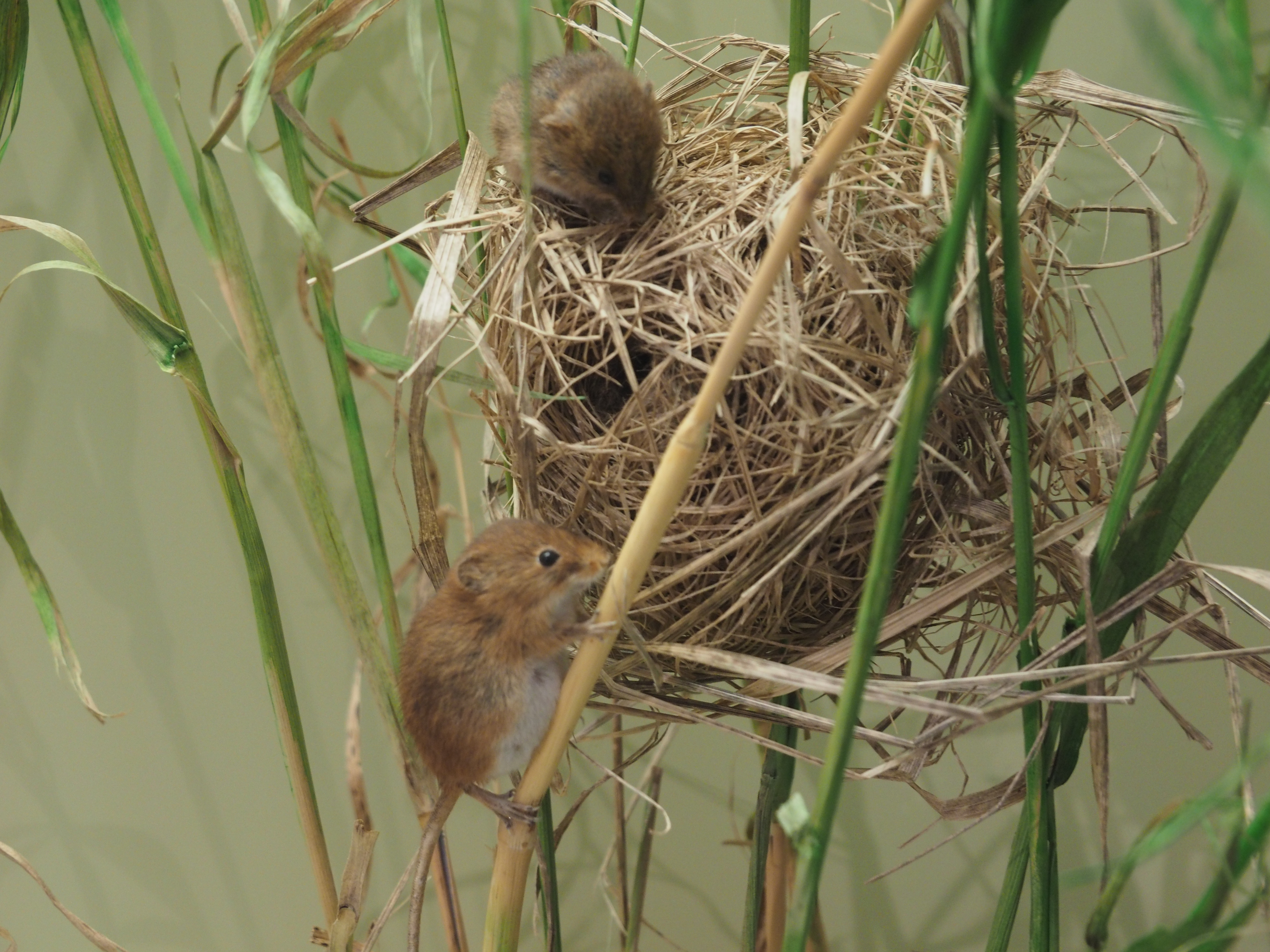
Couple et son nid (naturalisés)

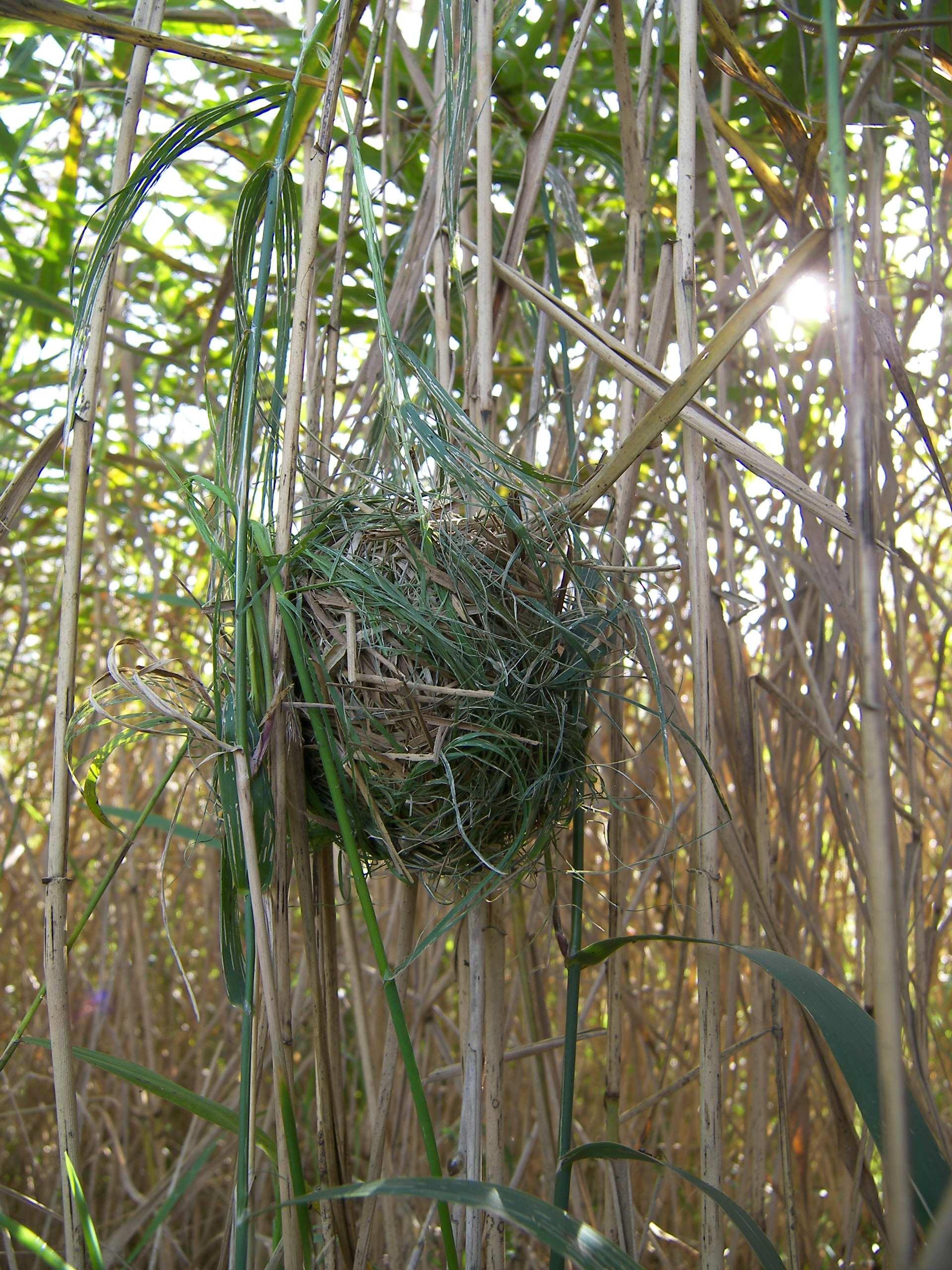
Gîte estival du rat des moissons.

L'espèce vit dans les champs de céréales comme le blé et l'avoine, ainsi que dans les grandes herbes, les haies ou les roselières. Il se déplace avec une grande aisance le long des tiges et fréquente l'eau. Il ne creuse pas de galeries mais construit un nid en boule en entrelaçant les feuilles et les tiges entre 50 cm et 1 m au-dessus du sol. Le nid ressemble à celui d'un oiseau. Les rats des moissons vivent en couples pendant la période de reproduction. Ils sont actifs toute l'année. Le régime alimentaire est à base de végétaux, surtout de graines et de baies mais aussi d'insectes (mouches et chenilles en particulier).
C'est le seul animal européen à posséder une queue préhensile (seulement dans sa partie terminale).

## Reproduction
Les femelles ont jusqu'à six portées par an de quatre à sept petits. La gestation dure trois semaines. Elles mettent bas dans un nid de paille, de la taille d'une balle de tennis, tissé avec des herbes et suspendus dans des grandes herbes ou des buissons bas. Les jeunes sont autonomes au bout de dix-huit jours et atteignent leur maturité sexuelle à un mois. La longévité n'est que d'environ dix-huit mois dans la nature mais elle peut atteindre cinq ans en captivité.

## Alimentation

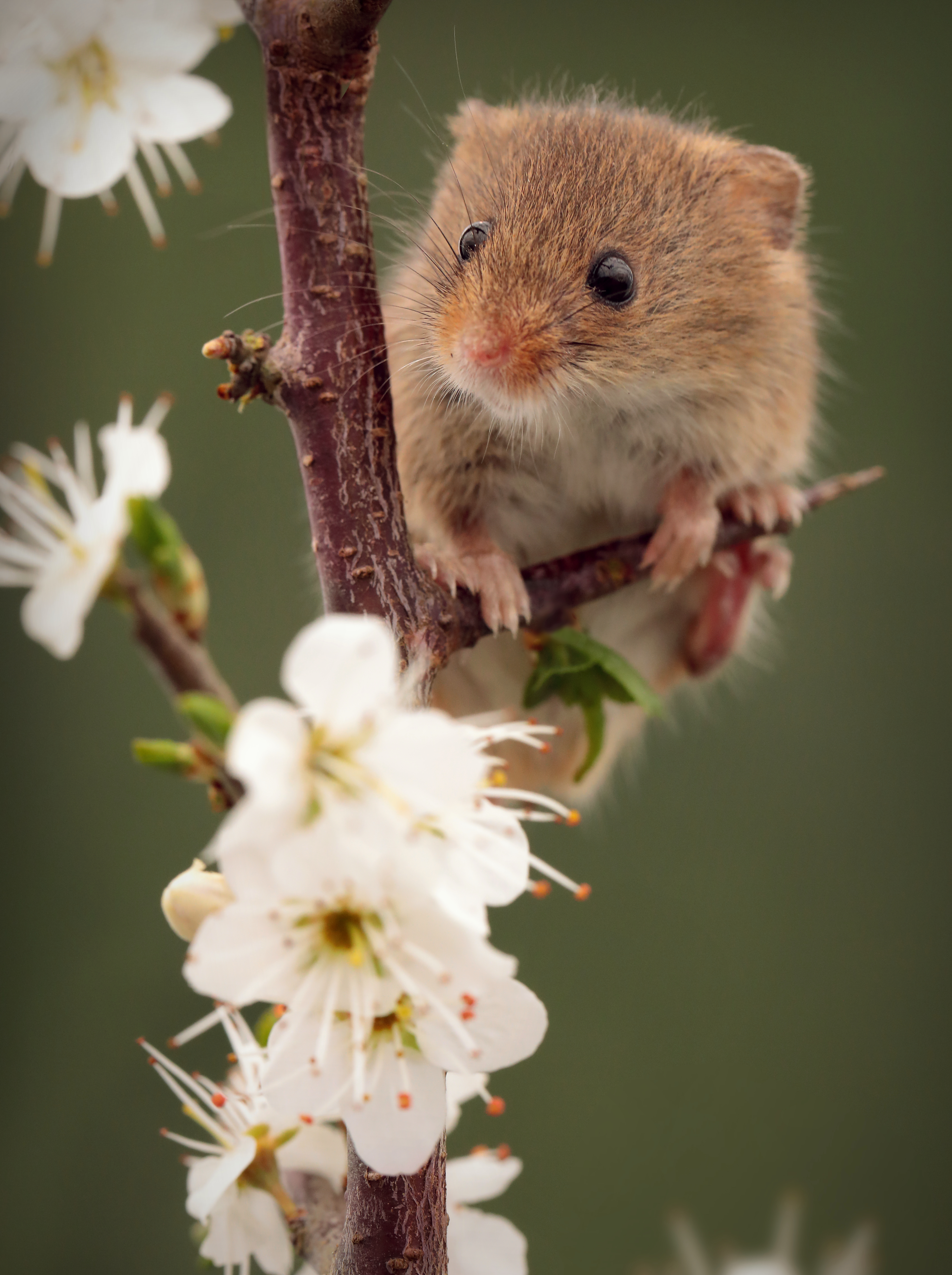
Rat des moissons dans un arbre en fleurs.

Leur nourriture principale se compose de graines de céréales. Malgré tout ce régime alimentaire est varié et comprend graines, fruits, baies et insectes comme des papillons, des sauterelles et des chenilles. Au début du printemps, ils mangent les nouveaux bourgeons des arbres et des arbustes, ainsi que les nouvelles pousses d'herbes. Les dégâts causés aux récoltes sont compensés par le fait qu'ils mangent aussi les insectes qui menacent ces récoltes.
Ils apprécient particulièrement les parasites du blé, comme les pucerons noirs dont ils lapent le miellat. De même, ils aspirent le nectar sucré des fleurs.
Pour manger les grains de céréales, le rat des moissons grimpe jusqu'à l'épi en s'aidant de la queue pour se tenir et garder l'équilibre. Il arrache le grain en le saisissant dans ses dents et en faisant levier de la tête. Il tient le grain dans ses pattes antérieures, retire la balle et grignote le cœur.

## Répartition
Espèce eurasiatique de climat tempéré des plaines, de l'Angleterre au Japon. Les rats des moissons habitent les zones sèches d'herbes hautes, comme les champs de céréales, particulièrement lorsque les épis de blé ou d'avoine sont mûrs, les haies, les bords des routes ou les jardins mal entretenus.[réf. nécessaire] Ils s'abritent parfois des grands froids dans les granges et les maisons. Si les mâles parcourent des territoires de 400 m2, les femelles défendent des territoires plus petits. Nocturnes en été, ils tendent à être plus actifs de jour pendant l'hiver.

## Conservation
Bien qu’il ne soit pas considéré comme une espèce en danger par l'UICN, dans plusieurs pays, le rat des moissons se fait rare ou a disparu dans certaines régions d'agriculture intensive. En Grande-Bretagne, il fait l'objet d'un programme d'élevage au zoo de Chester et au parc de découverte de Wildwood (zoo, centre d'étude et d'élevage situé dans le Kent) pour des réintroductions dans les campagnes de différentes régions anglaises. Une opération de récupération des balles de tennis usagées a été menée en 2001 pour offrir à ces petits rongeurs chassés de leur nid par les moissons des nids artificiels fixés sur des piquets. En Suisse, la souris des moissons est classée EN (en danger) dans la liste rouge CH. Elle a souffert jusque dans les années 1970 des travaux d'asséchement des prairies humides. Elle est menacée au XXIe siècle par l'abandon de l'entretien par des fauches régulières des bords de lacs et rivières. Les plans de gestion d'aires protégées comme la Grande Cariçaie mettent en place les mesures nécessaires à sa conservation. En France, en 2023, l'espèce fait l'objet d'un programme de réintroduction dans le département d'Eure-et-Loir où il avait presque disparu.